# Visumfreiheit
Visumfreiheit ist ein untechnischer Begriff und bezeichnet die Befreiung von der Visumpflicht oder vom Visumzwang.

## Begriffserklärung
- Im weiteren Sinn umfasst die Visumfreiheit das Recht von Personen, in einen ausländischen Staat ohne ein vor Reiseantritt erworbenes Visum einzureisen. Dieses Recht stellt eine erhebliche Erleichterung für die betroffenen Personen dar, da diese vor der beabsichtigten Reise kein (oft langwieriges) Visumverfahren durchlaufen müssen.
- Visumfreiheit im engeren Sinne ist das Recht, ohne jegliche formelle Einreisegenehmigung in einen Staat einzureisen. In diesem Fall werden auch während der Einreisekontrolle keine gebührenfreien oder -pflichtigen Erlaubnisse in den Pass eingetragen, gestempelt oder geklebt oder Bescheinigungen ausgehändigt. Dieses Verfahren wenden unter anderem die Schengenstaaten an.
- Visumfreiheit wird häufig auch synonym mit der Befreiung vom Erfordernis eines Aufenthaltstitels verwendet. In den Schengenstaaten sind diese Befreiungen im Wesentlichen identisch. Andere Staaten gestatten bestimmten Personen zwar die visumfreie Einreise, verlangen jedoch anschließend eine ausländerbehördliche Registrierung oder die Einholung einer Aufenthaltserlaubnis nach der Einreise.

## Grundlagen
Ob Staatsangehörige anderer Staaten der Visumpflicht unterworfen werden oder nicht, bestimmt sich allein nach dem Recht des Einreisestaates. Die Entscheidung, wer unter welchen Bedingungen in einem Staat Aufnahme findet oder in diesen einreisen darf, unterliegt der vollständigen Entscheidungsgewalt der einzelnen Staaten und ist ein Kernbereich derer Souveränität. Die Gründe, die zur Abschaffung des Visumszwanges führen, sind meist vielschichtig und werden unter anderem bestimmt durch
- die Beziehungen auf staatlicher Ebene (politisch, wirtschaftlich und militärisch verbündet, neutral, in Konkurrenz oder sogar verfeindet/im Kriegszustand)
- wirtschaftliche Überlegungen (könnten wichtige Investoren durch Visumfreiheit angezogen werden, ist der Tourismus eine wichtige Einnahmequelle, gibt es zahlungskräftige potentielle Touristen in dem entsprechenden Land, sind hohe Visumgebühren eine Einnahmequelle)
- einwanderungspolitische Überlegungen (wie hoch ist der Anteil der visumfrei Reisenden, die nach der Einreise versuchen werden unterzutauchen oder ein Schutzersuchen (ASYL) zu stellen, besteht eine uneingeschränkte Rückübernahmebereitschaft des Herkunftsstaates für dessen Bürger, wie hoch ist die Fälschungssicherheit der Reisedokumente, wie hoch ist das Korruptionslevel)
- sicherheitspolitische Erwägungen (wird es durch die Gewährung der Visumfreiheit zu einer erheblichen Erhöhung der Einreise von Kriminellen/Terroristen aus dem entsprechenden Staat kommen).

## Gegenseitigkeit
Im Regelfall werden Visumbefreiungen zwischenstaatlich mittels eines völkerrechtlichen Vertrages (sogenannte Sichtvermerksabkommen) vereinbart und beruhen auf dem Gegenseitigkeitsprinzip. Die Kündigung eines solchen Abkommens durch die eine Seite zieht somit automatisch die Einführung der Visumpflicht auch für dessen Staatsangehörige im anderen Staat nach sich.
Manchmal bestehen derartige Abkommen nur zugunsten bestimmter Staatsbürger der betreffenden Staaten (z. B. Inhaber von Diplomaten- oder Dienstpässen).
Weiter gibt es mehrseitige Verträge über die gegenseitige Befreiung vom Visumzwang, wie das inzwischen in großen Teilen gegenstandslos gewordene Europäische Übereinkommen über den Personenverkehr des Europarats. Auch diese Verträge beruhen im Wesentlichen auf Gegenseitigkeit. (So hat die Ukraine am 1. Juli 2006 dieses Übereinkommen ratifiziert und den Staatsangehörigen der Vertragsparteien Visumfreiheit gewährt; dies jedoch mit dem Vorbehalt verbunden, dass diese Bevorzugung entfällt, sofern diese Staaten ihrerseits einen Vorbehalt gegen die Visumfreiheit der Ukrainer einlegen.)
Ein gutes Beispiel für das Gegenseitigkeitsprinzip sind die Regelungen der Europäischen Union über Visumpflicht und Visumfreiheit in der Verordnung (EG) Nr. 539/2001 (EU-Visum-Verordnung). Nach dem Beitritt der mittel- und osteuropäischen Staaten am 1. Mai 2004 war eine Gegenseitigkeit der Visumfreiheit für Ausländer in der EU auf der einen Seite und für Unionsbürger in Drittstaaten nicht mehr gegeben. Zur Verbesserung der Verhandlungsposition der Europäischen Kommission wurde durch die VO (EG) 851/2005 die Visumverordnung geändert und ein Gegenseitigkeitsmechanismaus eingeführt, der es der EU gestattet, auf das Beibehalten oder die Einführung der Visumpflicht durch Drittstaaten für die Angehörigen aller oder einzelner Staaten der EU adäquat zu reagieren. In der Folge haben eine Reihe von Drittstaaten auch die Angehörigen der neuen Mitgliedstaaten befreit, andere Staaten (wie USA, Kanada, Australien) behielten die Visumpflicht zwar (vorübergehend) bei, gewähren jedoch umfangreiche Erleichterungen im Visumverfahren.
Die Visumfreiheit kann jedoch auch einseitig von einem Staat für die Staatsbürger eines anderen Staates gewährt werden. Es besteht kein allgemeiner Grundsatz des Völkerrechts, wonach hinsichtlich der Visumpflicht Gegenseitigkeit zu gewähren wäre oder nicht. Eine andere Regelung könnte dazu führen, dass ein eventuell sogar sicherheitspolitisch problematischer Staat seinen Bürgern universelle Visumfreiheit dadurch verschaffen könnte, dass er selbst alle Ausländer visumfrei stellt.

## Begünstigte Personenkreise
Im Regelfall wird Visumfreiheit den Bürgern von bestimmten Staaten gewährt, die ihre Staatsangehörigkeit durch den Besitz eines Nationalpasses nachweisen können, teilweise auch eingeschränkt auf die Inhaber von amtlichen Pässen. Visumfreiheit wird jedoch nicht nur ausländischen Staatsangehörigen gewährt, sondern auch anderen Personengruppen.
So besteht aufgrund des Europäischen Übereinkommens zur Abschaffung des Sichtvermerkszwangs für Flüchtlinge für die Inhaber eines durch eine Vertragspartei ausgestellten Reiseausweises für Flüchtlinge Visumfreiheit in den anderen Vertragsstaaten. In Deutschland sind auch die Inhaber eines Reiseausweises für Staatenlose vom Visumzwang befreit, wenn der Staatenlosenausweis von einem Staat ausgestellt wurde, dessen Staatsangehörige Visumfreiheit in Deutschland genießen. Der Artikel 46 des Wiener Übereinkommens über konsularische Beziehungen schreibt eine Befreiung vom Visumzwang für Konsularbeamte und deren Familienangehörige verbindlich vor. Aufgrund des fortgeltenden Art. 4 des Reichskonkordats sind nach § 20 Aufenthaltsverordnung die Inhaber von vatikanischen Pässen in Deutschland visumfrei. Weitere Befreiungen gibt es für das Bordpersonal in der Seeschifffahrt, im Binnenschiffsverkehr und im Flugverkehr.
Die Kurzaufenthaltsregelungen der EU beinhalten ebenfalls eine Reihe von Regelungen zur Visumfreiheit, die unabhängig von der Staatsangehörigkeit der privilegierten Personen gelten. So sind nach der Verordnung (EU) 2018/1806 (EU-Visum-Verordnung) die Inhaber von Reiseausweisen für Flüchtlinge oder für Staatenlose bzw. von Fremdenpässen, die die Staatenlosigkeit des Passinhabers bestätigen, von der Visumpflicht im Schengenraum befreit, sofern diese Pässe durch einen EU-Staat (außer GB und IRL) ausgestellt wurden. Weiter gibt es Befreiungen für (eigentlich aufgrund ihrer Nationalität visumpflichtige) drittstaatsangehörige Schüler, die auf einer Klassenfahrt einen Schengenstaat besuchen, Befreiungen für Angehörige der NATO-Truppe etc.
Das Recht auf visumfreie kurzfristige Aufenthalte wurde durch die Richtlinie 2004/38/EG auch auf an sich visumpflichtige Familienangehörige (Drittstaatsangehörige) von EWR-Bürgern, die ihr Recht auf Freizügigkeit wahrnehmen, erweitert. Bei Vorliegen einer Aufenthaltskarte nach Artikel 10 der Richtlinie und unter der Bedingung, dass die Reise entweder gemeinsam mit dem EWR-Bürger erfolgt oder nachgefolgt wird, können Familienangehörige sich bis zu 90 Tagen ohne zusätzliches Visum in jedem anderen EWR-Mitgliedstaat aufhalten. Allerdings setzen einige Mitgliedstaaten diese Bestimmung der Richtlinie nicht oder nicht richtig um (Stand November 2009), sodass es nach wie vor zu Schwierigkeiten bei Reisen zwischen Schengener und Nicht-Schengener EU-Staaten kommen kann (Verweigerung der Benutzung des Verkehrsmittels durch die Transportgesellschaft, Verweigerung der Einreise durch Grenzschutzbehörden). Mit der Schweiz existiert ein separates Freizügigkeitsabkommen.

## Voraussetzungen
Visumfreiheit gewährt regelmäßig keinen individuellen Rechtsanspruch auf Einreise, sondern nur die grundsätzliche Möglichkeit, ohne Visum einreisen zu dürfen. Dieses Recht wird regelmäßig nur unter bestimmten Voraussetzungen, meist zu eingegrenzten Zwecken sowie für eine bestimmte Aufenthaltsdauer gewährt.
Diese Voraussetzungen, zulässigen Zwecke und die maximale Aufenthaltsdauer differieren von Staat zu Staat und sind teilweise auch in den einzelnen Staaten für verschiedene Zielgruppen unterschiedlich geregelt. Typischerweise bedingt die Gestattung der visumfreien Einreise den Besitz eines bestimmten (oft noch mehrere Monate gültigen) Grenzübertrittspapiers und die bona-fide-Eigenschaft, also den während der Einreisekontrolle glaubhaft zu machenden Willen, nicht gegen die Rechtsordnung des Zielstaates zu verstoßen. Die maximal zulässige Dauer eines visumfreien Aufenthalts reicht dabei von wenigen Wochen bis zu sechs Monaten.

## Visumfreiheit im Schengenraum
Die Regelungskompetenz für Visumpflicht und Befreiungen für Kurzaufenthalte hat nach Art. 62 Abs. 2 b (i) und Abs. 3 des Vertrages zur Gründung der Europäischen Gemeinschaft nunmehr die EU, wobei deren Regelungen meist eine Reihe von flankierenden nationalen Ausnahmevorschriften gestatten. Die Regelungen zu visumfreier Einreise und Aufenthalt im Schengenraum sind jedoch in verschiedenen Rechtsakten der Europäischen Union zu finden. Selbst die grundsätzlichen Vorschriften gelten jedoch nicht in allen Mitgliedsstaaten der EU, zusätzlich jedoch auch in anderen Staaten.

### Geltungsbereich
Die im Folgenden skizzierten Vorschriften finden in folgenden Staaten vollständige Anwendung:
- Kategorie I: Belgien, Dänemark, Deutschland, Estland, Finnland, Frankreich, Griechenland, Island, Italien, Lettland, Litauen, Luxemburg, Malta, Niederlande, Norwegen, Österreich, Polen, Portugal, Schweden, Schweiz, Slowakei, Slowenien, Spanien, Tschechische Republik, Ungarn

In den neuen Mitgliedsstaaten der EU gilt vorübergehend nur ein Teil der Vorschriften (oder manche Vorschrift nur in Teilen, Näheres dazu bei den Einzelvorschriften):
- Kategorie II:
  - Zypern (frühestens 2010)
  - Bulgarien, Rumänien (Termin für vollständige Anwendung noch nicht absehbar)

In diesen Mitgliedsstaaten gelten die Vorschriften nicht:
- Kategorie III:
  - Liechtenstein (Anwendung noch bis voraussichtlich Ende 2009 ausgesetzt)
- Kategorie IV:
  - Irland, Vereinigtes Königreich (keine Anwendung)

### Einzelne Vorschriften
Grundsätzlich bedürfen Drittstaatsangehörige (keine Staatsangehörigkeit zu Kategorie I bis IV) nach Art. 5 Abs. 1 b des Schengener Grenzkodex zur Einreise und zum Aufenthalt eines Visums, sofern sie nicht von dieser Visumpflicht befreit sind. (Diese Vorschrift gilt in den Staaten der Kategorien I und II)
Die Befreiung von der Visumpflicht ergibt sich für das Überschreiten der Außengrenzen dabei vordringlich aus Art. 1 Abs. 2 der Verordnung (EU) 2018/1806 (EU-Visum-Verordnung). Der dort benannte Personenkreis kann sich anschließend visumfrei im gesamten Schengengebiet auf der Grundlage des Art. 20 des Schengener Durchführungsübereinkommens aufhalten. (Gilt ebenfalls im Gebiet der Staaten nach Kategorie I und II.)
Seit dem 18. Oktober 2013 gilt gemäß Artikel 5 Absatz 1 Schengener Grenzkodex eine neue Berechnungsmethode für die zulässige Aufenthaltsdauer sowohl im Rahmen eines Schengenvisums als auch für visumfrei einreisende Drittstaater. Statt der bisherigen „Vorwärtsbetrachtung“ („90 Tage innerhalb von 180 Tagen“, also ab Einreise zeitlich vorwärts gerechnet) findet eine „flexible Rückwärtsbetrachtung“ Anwendung („90 Tage je Zeitraum von 180 Tagen“, also ab Kontrolldatum zeitlich rückwärts gerechnet). Diese Regel muss zu jeder Zeit eines Aufenthaltes oder Einreise erfüllt sein. Tage der Ein- und Ausreise zählen ebenso zum Aufenthalt.
Beispiel: Das Visum ist vom 15. April 2015 bis zum 14. April 2016 gültig. Es wird am 23. April 2015 das erste Mal mit diesem Visum eingereist. Grundsätzlich können man sich dann für bis zu 90 Tage (bis 21. Juli 2015) im Schengenraum aufhalten. Sofern man allerdings zuvor bereits ein weiteres Schengenvisum besessen und sich damit in den vergangenen Monaten schon einmal im Schengenraum aufgehalten haben, müssen man die entsprechenden Aufenthaltszeiten bei der Berechnung der höchstmöglichen Aufenthaltsdauer von 90 Tagen innerhalb eines 180-Tageszeitraums mit einbeziehen. Grundsätzlich wäre eine nächste Einreise dann wieder ab dem 20. Oktober 2015 (in diesem Beispiel der 181. Tag nach der ersten Einreise) für 90 Tage möglich.
Nach Art. 5 Abs. IV a des Schengener Grenzkodex sind die Inhaber eines Aufenthaltstitels eines Schengenstaates der Kategorie I oder II zum Zwecke der Wiedereinreise in den Ausstellerstaat von der Visumpflicht für die erforderliche Durchreise durch die anderen Schengenstaaten der Kategorien I und II befreit. Die Aufenthaltstitel, von denen sich dieses Recht ableiten lässt, sind im Amtsblatt EU veröffentlicht worden. Dieses Recht wird fast voraussetzungsfrei gewährt, nicht mal ein gültiges Grenzübertrittspapier wird verlangt, solange sich die Identität auch anders nachweisen lässt.
Ein Durchreiserecht durch die Staaten der Kategorie II besteht nach der Entscheidung 895/2006/EG nunmehr für die Inhaber von Aufenthaltstiteln der Staaten der Kategorien I bis III (jeweils ohne EST, LIT), von Schengenvisa und nationalen Visa der Kategorie I. Anders als nach Art. 5 IV a SGK ist die Durchreise in beide Richtungen möglich, sowohl aus einem Drittstaat in den Ausstellerstaat des Titels, als auch in entgegengesetzter Richtung. Dabei müssen jedoch die Einreisevoraussetzungen erfüllt werden. Für die Inhaber von Titeln der Kategorie III (CH, LIE) besteht ein ergänzendes und analog geregeltes Durchreiserecht auch durch die Staaten der Kategorie I nach der Entscheidung 896/2006/EG.
Der Art. 18 des Schengener Durchführungsübereinkommens gewährt ein dem Art. 5 IV a SGK ähnliches visumfreies Durchreiserecht durch die Staaten der Kategorie I in den Ausstellerstaat eines nationalen Visums, dies jedoch beschränkt auf die erste Hinreise in diesen Staat und unter weiteren Voraussetzungen. (Gilt nur für nationale Visa Typ „D“ von Staaten der Kategorie I.)
Art. 21 SDÜ schließlich gewährt ein weiter reichendes visumfreies Aufenthaltsrecht für die Inhaber von nationalen Aufenthaltstiteln der Kategorie I in den anderen Schengenstaaten der Kategorie I, jedoch auch unter einschränkenden Bedingungen.

### Voraussetzungen
Die visumfreie Einreise ist nur unter den in den einzelnen Rechtsvorschriften geregelten Voraussetzungen möglich. Diese Vorschriften verweisen regelmäßig auf den Art. 6 Abs. 1 des Schengener Grenzkodex.
Danach ist ein gültiges Grenzübertrittspapier, der Nachweis von Reiseziel, Reisezweck und der für dessen Finanzierung erforderlichen Mittel erforderlich. Weiter darf der Drittstaatsangehörige nicht im Schengener Informationssystem zur Einreiseverweigerung ausgeschrieben sein und dessen Einreise und Aufenthalt die öffentliche Ordnung, Sicherheit oder Gesundheit eines der Schengenstaaten gefährden. Auch darf keine nationale Ausschreibung aufgrund eines Aufenthaltsverbotes für die Staaten bestehen, in denen der Ausländer sich aufhält.

## Visumfreiheit in Deutschland
Befreiungen von der Visumpflicht für Ausländer in Deutschland, Österreich und den anderen Schengenstaaten regelt vorrangig die Verordnung (EU) 2018/1806 (EU-Visum-Verordnung) bzw. auch die Richtlinie 2004/38/EG.
Nationale Ausnahmen werden in Deutschland durch die §§ 16 bis 30 der Aufenthaltsverordnung geregelt. Die bestehenden Abkommen über Visumfreiheit sind in den §§ 16 und 41 der AufenthVO berücksichtigt und gelten nicht unmittelbar.

## Visumfreiheit für deutsche Staatsangehörige
Die Freizügigkeit als EU-Bürger innerhalb der EU besitzt nur, wer im Aufnahmemitgliedstaat als Arbeitnehmer oder Selbstständiger im Wirtschaftsleben erwerbstätig oder auf Arbeitssuche ist. Andere – nicht erwerbstätige – Unionsbürger haben dieses Recht nur, wenn sie im Aufnahmemitgliedstaat über ausreichende Existenzmittel und ausreichenden Krankenversicherungsschutz verfügen. Davon abgesehen sind Aufenthalte von bis zu drei Monaten auch ohne diese Voraussetzungen möglich.
Deutsche, österreichische und Schweizer Staatsangehörige sind in den Staaten der Europäischen Union, des Europäischen Wirtschaftsraums und in der Schweiz freizügigkeitsberechtigt und somit generell visumsfrei. Die Visumfreiheit hängt in diesen Staaten nicht vom Besitz eines bestimmten Grenzübertrittspapiers ab und ergibt sich allein aus der Unionsbürgerschaft oder Staatsangehörigkeit. Die Visumfreiheit in anderen Staaten unterliegt deren Souveränität und kann grundsätzlich auch einseitig geändert werden.
Ausführliche Informationen über die Einreisebestimmungen für deutsche Staatsangehörige in den jeweiligen Zielstaaten bietet der Informationsservice des Auswärtigen Amtes. Verbindliche Auskünfte können jedoch nur die zuständigen Auslandsvertretungen des Zielstaates erteilen. Die Außenministerien der Schweiz und des Fürstentums Liechtenstein verweisen in ihren Internetauftritten dementsprechend direkt auf die ausländischen Vertretungen.
Einen aktuellen Überblick über die unterschiedlichen Befreiungsvorschriften gewährt das gebührenpflichtige Travel Information Manual, das monatlich durch die IATA aktualisiert wird. Auskunft gewähren auch die Reisebüros.